# Отиева, Ирина Адольфовна
Ирина Адольфовна О́тиева (род. 22 ноября 1958 года, Тбилиси) — советская и российская джазовая и эстрадная певица, Заслуженная артистка России (1997), лауреат международных конкурсов, исполнительница русского джаза, композитор, автор песен. Её вокальный диапазон — три с половиной октавы.

## Биография
Родилась 22 ноября 1958 года в Тбилиси, Грузинская ССР в армянской семье.
Отиев — русифицированная армянская фамилия Отян или Отиян. Происходит из древней династии армянских князей Аматуни. Окончила музыкальную школу по классу фортепиано.
- 1976 — первая победа — лауреат джазового Фестиваля в Москве.
- 1976 — поступила на эстрадное отделение Государственного музыкального училища им. Гнесиных. Солирует в джаз-ансамбле Игоря Бриля и учится в Московской экспериментальной студии джаза, по классу джазового вокала
- 1980 — окончила эстрадное отделение музыкального училища имени Гнесиных (класс М. Л. Коробковой). Годом ранее становится солисткой джазового оркестра под управлением Олега Лундстрема.
- 1982 — получает первую премию во Всероссийском конкурсе на лучшее исполнение советской песни. В этом же году — лауреатство на Берлинском конкурсе «8 шлягеров в студии».
- 1983 — первая премия на VII Всесоюзном конкурсе артистов эстрады и гран-при на Международном конкурсе песни прибалтийских стран (Швеция, Карлсхамн).
- 1985 — покидает работу в джаз-оркестре под управлением Олега Лундстрема и начинает работу в Московской концертной организации и создаёт группу «Стимул-Бэнд», с которой работает до сих пор.
- В 1986 году на Международном фестивале песни в Сопоте певице был присужден специальный приз жюри за высокое исполнительское мастерство[5][6].
- 1987 — выступает на телевизионном фестивале Песня года и представляет песню «Карточный домик» (В. Резников — Л. Виноградова), ставшую лауреатом.
- 1988 — участвует в музыкальном поединке в программе «Музыкальный ринг: Ирина Отиева против Ларисы Долиной».
- 1989 — заканчивает Государственный педагогический институт им. Гнесиных (эстрадный факультет по классу вокала у И. Д. Кобзона) и становится лауреатом Международного телевизионного конкурса «Ступень к Парнасу». В эти годы участвует во многих крупных международных программах: «Звёзды Европы» в Стокгольме, «Братиславская лира», «Интер-Талант» в Праге. Гастролировала в Болгарии, Германии, Польше, Кубе, Чехии, Корее, Словакии, Вьетнаме, США, Японии, Дании, Швеции и др.
- 1994 — на заключительном фестивале «Песня года» получает специальный приз «За сохранение творческой индивидуальности».
- 1995 — выступает на Всемирном джазовом фестивале J. V. C. — в Нью-Йорке в «Линкольн-центре» на одной сцене с Рэем Чарльзом и Стиви Уандером.
- 1996 — отмечает 20-летие своей творческой деятельности.
- 1996 — выходит компакт-диск певицы — «Двадцать лет в любви». В альбом вошли песни, исполненные с 1979 по 1995 год, начиная с «Последней поэмы» (песня из кинофильма «Вам и не снилось...») и заканчивая последней на тот период композицией «Страсть».
- 1997 — присвоено звание «Заслуженная артистка России»[1].
- 1999 — участвует в музыкальном поединке в программе «Музыкальный ринг: Ирина Отиева против Сосо Павлиашвили».
- 2001 — была награждена орденом «Возрождения Отечества» и ей был возвращён дворянский титул.
- 2003 — вступление в партию «Яблоко»[7][8]
- 2006 — начала преподавать вокал в Музыкальной Академии им. Гнесиных на открывшемся там новом эстрадно-джазовом дневном отделении.
- 2008, сентябрь — участие в конкурсе «Суперстар 2008. Команда мечты». Шоу проходило на канале НТВ и представляло собой музыкальное состязание двух команд — сборной России и сборной СССР.

### Награды и звания
- 1997: Заслуженный артист Российской Федерации
- Орден «За верность долгу»[9]
- Золотой орденский крест «За самоотверженный труд на благо России»[9]
- 2007: Орден Екатерины Великой II степени[9]
- Медаль «Профессионал России»[9]
- Диплом Лауреата Регионального этапа Всероссийской Премии «Национальное Достояние»[9]
- Награждена Высшим Орденом общественного признания «Почётный Гражданин России»[10]
- 2007: Орден «Во имя жизни на Земле»[9]
- 2007: Золотой Орден «Служение искусству»[9]
- 2007: Орден «Слава Нации» I степени[9]
- В 2011 году[11] :
  - Награждена именной Звездой об увековечивании имён выдающихся деятелей XXI века, установленной на Площади «Славы Отечества» в городе Москве
  - Присвоено учёное звание «Профессор»
  - Присвоено звание Почётный Академик Международной Академии по Культуре и Искусству

### Семья
- Отец — Адольф Отиев — хирург, онколог
- Мать — Елена Отиева — врач

## Творчество

### Дискография
- 1984 — Поёт Ирина Отиева (миньон — Мелодия)
- 1984 — Музыка — любовь моя (LP — Мелодия)
- 1985 — Ирина Отиева с оркестром Олега Лундстрема (LP — Мелодия)
- 1985 — Звезди съветски естради (LP-сборник, Балкантон — Болгария)
- 1987 — Рок-н-ролл (LP-миньон — Мелодия)
- 1988 — Ностальгия по себе (LP — Мелодия)
- 1993 — Не плачь, бэби (LP — Мелодия)
- 1994 — Что ты думаешь об этом? (CD, MC — Sintez Records)
- 1996 — 20 лет в любви (CD, MC — Союз)
- 1996 — Старые песни о главном. Часть 1 (Sintez Records)
- 1997 — Свадьба, свадьба! (ZeKo Records)
- 2001 — Ангелочек мой (CD, Страна грёз)

### Фильмография
1. 1980 — Вам и не снилось… — вокал (нет в титрах)
  1. Песня «Последняя поэма» (в ВИА «33 1/3», дуэт с Верой Соколовой),
2. 1980 — Снежная свадьба — вокал
3. 1981 — Шляпа — вокал Галки (роль Тамары Акуловой)
  1. Песня «Блюз Каприз»
4. 1982 — Чародеи — вокал Алёны Саниной
  1. Песни «Загадка женщины», «Ведьма-речка» и «Говорят, а ты не верь»
5. 1984 — ТАСС уполномочен заявить… — закадровый вокал (нет в титрах)
  1. Песня «История о нас» на англ. языке (композитор Эдуард Артемьев); 3-я серия, сцена в баре)
6. 1989 — Руанская дева по прозвищу Пышка — вокал Элизабет Руссе — «Пышки» (роль Натальи Лапиной)
  1. Песни «Ура, мы побеждены! Добро пожаловать в наш город, победители…», «Продажной любви ночью спать не дано…», «Много ли надобно ей?» (Рядом со мной в кабаке захудалом…) и «Много ли надобно ей?» (Время идёт, а в глухой деревушке…)
7. 1991 — Жажда страсти — певица в ресторане
  1. Песня «Истина»
8. 1993 — Месть шута — певица
9. 1995 — Старые песни о главном 1 — продавщица сельпо
10. 1998 — Развязка «Петербургских тайн» — вокал
  1. Романс «Оплавляются свечи»